# インタラクティブ・ブローカーズ証券
インタラクティブ・ブローカーズ証券株式会社 （インタラクティブ・ブローカーズしょうけん、英: Interactive Brokers Securities Japan, Inc.）は、日本の証券会社で、アメリカ合衆国にあるInteractive Brokers LLCの完全子会社。
Interactive Brokers LLCは、アメリカ合衆国を拠点とする証券会社。1977年設立。Interactive Brokers LLC の株を所有する Interactive Brokers Group, Inc. が2007年5月4日よりNASDAQで株式を上場していたが、2018年10月5日よりInvestors Exchange（IEX: IBKR）に上場している。

## 概要

アメリカ本社

1977年に創業者のThomas PeterffyがAmerican Stock Exchangeの会員を取得し、マーケットメイカー業を開始したのが会社の起源とされている。米国に親会社があり、電子マーケットメーキング及び電子ブローカーを専業としている。米国では41年の歴史を持ち、個人、法人、金融機関との取引がある。585,000口座（2018年10月末現在）を世界150カ国（2015年3月現在）に保有している。2010年、日本に進出し、東京証券取引所、大阪証券取引所、チャイエックスジャパンの会員を取得している。
証券会社に対してのサービスも提供しており、例えば日本のSBI証券や楽天証券で米国株を買った場合は Interactive Brokers LLC が取り次いでいる。

## 特徴
電子トレードに特化した証券会社であり、2018年11月現在、世界31カ国の株式、先物、オプション、債券、金利、23種の外国為替、CFDを単一口座から取引できることが最大の魅力である。世界120の取引所及マーケットセンターに接続されており、その大多数の取引所の会員資格を保有しいる。
個人、機関投資家を問わず低コストで取引ができる証券会社である。米国市場では大手オンライン証券のCharles Schwab、E*TRADE、TD Ameritradeと比べて圧倒的に安い手数料（2018年10月は株の場合は平均1347株で手数料は平均$2.24）でのブローカー業務をしており、それを可能にする取引量があると考えられる。注文を入れた際に、私設取引所を含めた複数の取引所から条件が良いのを集めて約定してもらえる。その際、指値で入れた場合でも、取引所の方が条件が良い場合は、指値よりも良い条件で約定してもらえる。証券会社内で取引を相殺させたりはしなく、常に条件の良い取引所を探す。
証拠金による信用取引（マージン取引）を基本として採用しており、証拠金よりも大きな金額を購入した場合、金利を支払った上でレバレッジをかけた投資ができる。レバレッジはアメリカの規制により米国株はRegTマージン口座の場合は最大2倍（日をまたがなければ最大4倍）であるが、11万ドル以上が口座にある場合はポートフォリオマージン口座を選択することができて、原則として、より高いレバレッジにできる。ポジションをマイナスにした場合は空売りになり、自動的に金利などの手数料が処理される。証拠金は異なる通貨でも可能で、口座に円を入金したまま、ドル建ての株式を購入できる。この場合は、円を担保にドルを借金した扱いになる。当然、普通に円をドルに両替してからドル建ての株式を購入することもできる。信用取引を無効にした現金口座もある。
個人投資家、事業法人、プロップ・トレーディング会社、アドバイザー、ヘッジファンド、証券会社用口座などがあり、色々なセグメントに対応した証券会社である。
2019年10月より IBKR Lite を開始し、アメリカおよびインド居住者限定で、米国株を売買手数料無料・口座維持手数料無料で取引できるようにした。IBKR Lite ではパソコン向けの Trader Workstation などが利用不可でウェブブラウザで取引する必要がある。従来の口座を IBKR Pro という名称にし、日本居住者はこちらのみが利用可能。

### ソフトウェア
取引用のソフトウェアとしてはパソコン向けに Trader Workstation（TWS）が提供され、プロトレーダーと同一の環境が手に入れられる。TWSには多くの機能があり情報端末としての利用価値もあるがリアルタイムデータを購読するには取引所ごとの費用がかかる。AndroidおよびiOS向けのソフトウェアも提供していて、これらは二段階認証にも使われている。

### API
元々が機関投資家向けのサービスのため、個人でも同等のテクノロジーが利用できる。たとえば、API接続やFIXプロトコルでの取引も可能な為、プログラムトレーダーにも多く利用されている点も挙げられる。Java, C++, Python, .NET Framework, ActiveX (Microsoft Excel, MATLAB) の API が提供されている。

### 日本居住者の口座体系
日本居住者の特別ルールとして、国内上場金融商品取引用口座（IBSJ口座）と海外上場金融商品取引用口座（IBLLC口座）の2つに分かれる。日本の金融商品を取引する場合はIBSJ口座を利用する必要があり、日本以外の金融商品を取引する場合はIBLLC口座を利用する必要がある。これらの口座間で資金の移動は不可能。
日本の銀行からIBLLC口座への入出金は海外の金融機関扱いとなる。入出金は円で可能。インタラクティブ・ブローカーズ証券内で円以外の通貨に両替できる。その両替レートはFXと同一のため売買のスプレッドが日本の銀行の両替レートに比べて小さい。外国送金ではなく国内非居住者円建送金になり、日本の銀行からIBLLC口座への円建てでの送金は、送金手数料＋円為替取扱手数料（リフティングチャージ）などがかかり、IBLLC口座から日本の銀行への送金は被仕向送金手数料＋円為替取扱手数料（リフティングチャージ）などがかかる。円為替取扱手数料（リフティングチャージ）は0.05%（最低2500円）の銀行が多いが、この部分が中継銀行手数料となっていたり、銀行によって様々である。送金手数料は国内非居住者円建送金に該当し都市銀行は800円などである。

## 事業

### マーケットメーキング部門
株券オプション、FXオプションなど約620,000銘柄の値付け業務を行っている。
2011年度から東京証券取引所のかぶオプのマーケットメイカーの指定を受けている。

### 電子ブローカー部門
米国のネット証券会社の中では高頻度取引をする証券会社として認知されている。
DART（Daily Average Revenue Trades）は、1日457,000トレード回数を記録し全米一の高回転口座を保有している。2018年10月は1日平均986,000取引。

## 取扱商品
世界中の上場金融商品が取引できる。日本国内では225先物、225オプション、TOPIX先物、ミニTOPIX先物、マザーズ先物、JGB先物、ミニJGB先物、JGBオプション、REIT指数先物、TOPIX CORE30先物、有価証券オプション、日本株が取引できる。225オプションにおいては東日本大震災以降、売りの建て玉制限をしていない唯一の証券会社である。